# Малахай

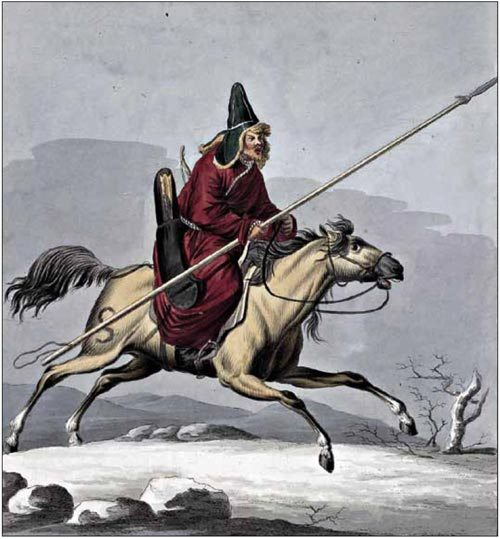
Киргиз, одягнений у малахай, зображений на картині початку XIX ст.

Малахай (каз. малақай) — головний убір, що походить із території сучасного Казахстану, а також деяких інших регіонів Центральної Азії. Був поширений по всій Російській імперії з середини XVIII до середини XIX століть. Являє собою хутряну шапку з високою конічною, циліндричною або чотирикутною маківкою і клаптями, яких зазвичай чотири: два довгі бічні, що прикривають вуха, широкий задній, що прикриває шию та плечі, і короткий передній, що виконує функцію козирка.
Малахай переважно носили чоловіки взимку, щоб захиститися від холоду та стихії у дорозі. Головний убір також служив м’яким захисним шоломом. Серед старообрядців він був заборонений з релігійних міркувань.

## Етимологія
Більшість філологів погоджуються, що слово «малахай» походить від монгольського слова malgai (малгай або malaɣai̯) зі значенням «капелюх», проте розходяться в тому, як це слово прийшло в російську мову. Широке розповсюдження слова в тюркських мовах призвело до того, що дехто припускає, що воно потрапило до російської мови через тюркські — на думку угорської мовознавиці Єви Чакі, носії маньчжурської запозичили монгольське слово без -і, а слово повернуло собі -і лише після того, як потрапило до кипчацьких мов. Також дехто припускає, що слово походить від маньчжурських та монгольських носіїв, які проживали у південно-східному Сибіру, а потім воно потрапило до тюркських через російську мову.